# Adolf Rhomberg

Adolf Rhomberg

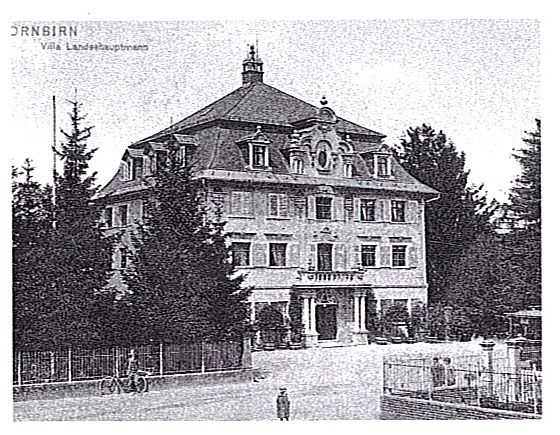
Das spätbarocke Adolf-Rhomberg-Haus in der Marktstraße in Dornbirn wurde um 1900 vom Architekten Hanns Kornberger umgestaltet (Postkarte um 1905)

Adolf Rhomberg (* 23. März 1851 in Dornbirn; † 7. September 1921 auf Schloss Hofen bei Lochau) war ein österreichischer Textilunternehmer. Von 1890 bis 1918 war er Landeshauptmann von Vorarlberg.

## Leben
Adolf Rhomberg entstammt einer Dornbirner Fabrikanten-Familie. Er war Teilhaber der ältesten österreichischen Textilfabrik, der Firma Herrburger-Rhomberg. Seine Eltern waren Eduard und Luise Rhomberg. Von 1871 bis 1875 studierte er Rechtswissenschaften in Innsbruck sowie in Freiburg. In Innsbruck heiratete Adolf Rhomberg 1875 Anna Kogler (1852–1942). Die Ehe blieb kinderlos.
1868 war Rhomberg Gründer und erster Senior der akademischen landsmannschaftlichen Verbindung Vorarlbergia Innsbruck; 1877 war er Mitglied der Vorverbindung der Burschenschaft Suevia Innsbruck. Sein politisches Wirken begann er 1876 als Mitglied des Dornbirner Gemeinderats als Mitglied der katholisch-konservativen Partei. 1880 wurde er in den Vorstand des Vorarlberger Landesarchivs gewählt. Rhomberg war Protektor der CV-Verbindung Saxo-Bavaria Prag sowie Ehrenmitglied der Austria Innsbruck, Norica Wien, Carolina Graz, Leopoldina Innsbruck, Frankonia Czernowitz und Marco-Danubia Wien.
Am 21. September 1890 wurde Adolf Rhomberg von Kaiser Franz Joseph I. zum Landeshauptmann von Vorarlberg ernannt. Er übte diese Position bis zum Ende der Monarchie im Jahre 1918 aus.
Am Sonntag, den 3. November 1918, acht Tage bevor Kaiser Karl I. abdankte, trat die provisorische Landesversammlung unter dem Vorsitz von Adolf Rhomberg erstmals nach dem Ersten Weltkrieg wieder zusammen, Otto Ender wurde zum neuen Landeshauptmann von Vorarlberg gewählt und der Selbstständigkeitserklärung Vorarlbergs wurde von allen 30 Abgeordneten zugestimmt.
Adolf Rhomberg starb nach langem Leiden im Alter von 70 Jahre in der Heilanstalt auf Schloss Hofen bei Lochau am Ufer des Bodensees. Rhomberg wurde beigesetzt in der Kapuzinerkirche Hl. Josef – welche er 1894 stiftete – im Zentrum Dornbirns.

## Auszeichnungen
- 1895: Komtur des Ordens des Hl. Gregorius des Großen[6]
- 1898: Komtur des Franz Josef-Ordens[6]
- 1899: Ernennung zum Geheimrat
- 1908: Komtur mit Stern des Ordens des Hl. Gregorius des Großen[6]